# Lepidodactylus paurolepis
Espèce
Statut de conservation UICN

 DD  : Données insuffisantes

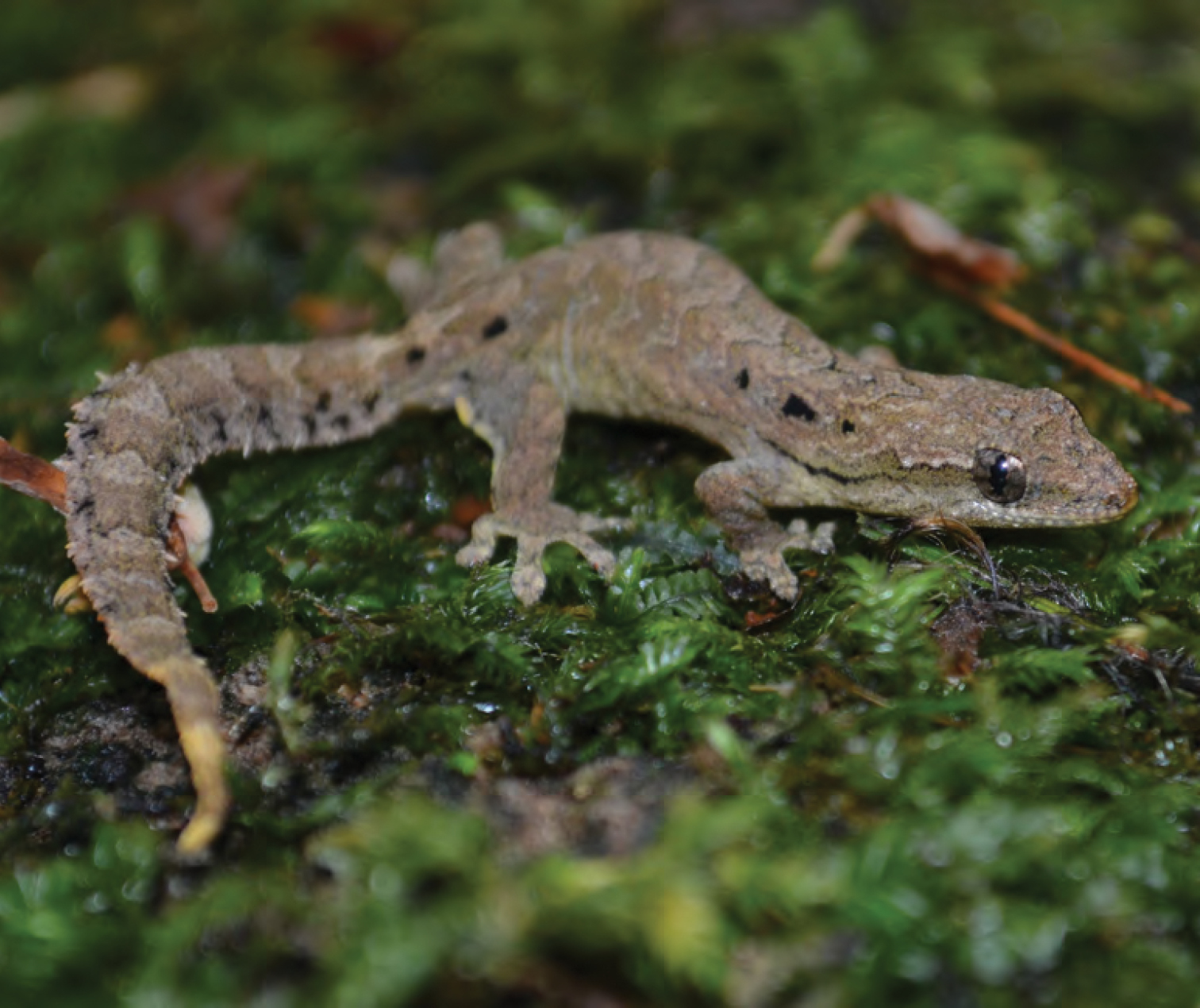

Lepidodactylus paurolepis est une espèce de geckos de la famille des Gekkonidae.

## Répartition
Cette espèce est endémique des Palaos. Elle a été découverte dans les Ngerukewid.

## Publication originale
- Ota, Fisher, Ineich & Case, 1995 : Geckos of the genus Lepidodactylus (Squamata : Reptilia) in Micronesia: Description of a new species and reevaluation of the status of Gecko moestus Peters, 1867. Copeia, vol. 1995, n. 1, p. 183-195.